# Solènids
Els solènids (Solenidae) són una família de mol·luscs bivalves de l'ordre Veneroida. Són bivalves litorals d'aigua salada que viuen a les zones sorrenques i fangoses. En cas de sentir-se amenaçats es poden soterrar molt ràpidament per protegir-se. Els membres d'aquesta família es coneixen popularment amb el nom de navalles, (mànec de) ganivets, canyuts o canyetes, nom que comparteixen amb algunes espècies de la família Pharidae. Són comestibles.

## Taxonomia
La família Solenidae inclou 71 espècies en tres gèneres:
- Neosolen Ghosh, 1920
- Solen Linnaeus, 1758
- Solena Mörch, 1853

El gènere Ensis, abans classificat en aquesta família, ha estat traspassat a la família Pharidae.